# John Kessel
Joseph Vincent Kessel (Buffalo, 24 settembre 1950) è uno scrittore statunitense di romanzi di fantascienza e fantasy.

## Biografia
Joseph Vincent Kessel è nato a Buffalo il 24 settembre 1950 da madre d'origine siciliana.
Ha ottenuto un B.A. in Inglese e Fisica alla Università di Rochester nel 1972, un M.A. nel 1974 e un Dottorato di ricerca nel 1981 all'Università del Kansas.
Co-direttore del programma di scrittura creativa all'Università statale della Carolina del Nord, a partire dal suo esordio nel 1978 con The Silver Man ha pubblicato 5 romanzi e numerosi racconti ottenendo alcuni tra i più importanti premi della letteratura fantascientifica.

## Opere principali

### Romanzi
- Altri sogni con James Patrick Kelly (Freedom Beach, 1985), Roma, Fanucci - Bologna, Phoenix, 1996 traduzione di Nadia Pagani ISBN 88-347-0521-1.
- Good News From Outer Space (1989)
- Corrupting Dr. Nice (1997)
- The Moon and the Other (2017)
- Pride and Prometheus (2018)

### Racconti
- Another Orphan (1989)
- Meeting in Infinity (1992)
- The Pure Product (1997)
- Storie da uomini (Stories for Men, 2002) all'interno di Tutta un'altra cosa, Milano, Mondadori, 2005 Urania N. 1500
- The Baum Plan for Financial Independence and Other Stories (2008)

### Teatro
- A Clean Escape (1986)
- Faustfeathers (1994)

## Alcuni riconoscimenti
- Premio Nebula per il miglior romanzo breve: 1982 per Another Orphan
- Premio Theodore Sturgeon Memorial: 1992 per Buffalo
- Premio Locus per il miglior racconto breve: 1992 per Buffalo
- Premio James Tiptree Jr.: 2002 per Storie da uomini
- Premio Nebula per il miglior racconto: 2008 per Pride and Prometheus
- Premio Shirley Jackson: 2008 per Pride and Prometheus